# Teoria X-barra
La teoria X-barra è una teoria linguistica che cerca di identificare principi sintattici comuni a tutte le lingue. Secondo questa teoria, tutte le lingue condividerebbero certe similarità strutturali nel loro modo di formare frasi.
La lettera X simboleggia una categoria lessicale arbitraria; quando si analizza un'espressione precisa, al posto della X viene assegnata una specifica categoria lessicale, e la X può diventare una N (per nome), una V (per verbo) o una P (per preposizione)
Il termine X-barra deriva dalla notazione utilizzata. Alcune strutture sono rappresentate da X (una X con sopra una barra), o in alcuni casi con il ripiego X′ per mancanza di mezzi tipografici adeguati (si legge comunque "x-barra"). La notazione XP sta per "sintagma X" ed è equivalente a "x-barra barra" o "x doppia barra" (X con sopra una doppia barra) o X″.

## Concetti fondamentali
Ci sono tre regole di "assemblaggio sintagmatico" alla base della teoria x-barra. Sono descrivibili come regole di riscrittura o come strutture ad albero.
- Un sintagma X consiste di uno specificatore opzionale e di una X-barra, in qualunque ordine:

```
XP → (specificatore), X
′
```

```
     XP                    XP
    /  \      oppure      /  \
spec    X'               X'  spec

```

- Un tipo di X-barra consiste in una X-barra e un aggiunto, in qualunque ordine:

```
X
′
 → X
′
, (aggiunto)
```

Non tutti gli XP contengono X′ s con aggiunti, quindi questa regola è "opzionale".
```
   X'                       X'
  / \        oppure        / \ 
X'   aggiunto      aggiunto   X'

```

- Un altro tipo di X-barra consiste in una X (la testa del sintagma) e di un numero qualsiasi di complementi (preferibilmente nessuno), in qualunque ordine:

```
X
′
 → X, (complemento...)
```

```
  X'                                X'
 / \             oppure            / \  
X   complemento         complemento   X  

```

(un esempio con precedenza alla testa e con testa alla fine con un complemento)

## Come si combinano le regole
Il diagramma seguente mostra un modo in cui le regole possono combinarsi per formare una struttura XP generica. Dal momento che le regole sono ricorsive, c'è un numero infinito di strutture possibili che possono essere generate, compresi alberi più piccoli che omettono parti opzionali, strutture con complementi multipli, e livelli di XPs e X′ opzionali di vario genere.
```
    XP
   / \
spec  X'
     / \
    X'  aggiunto
   / \
  X   complemento
  |
testa

```

Dal momento che tutte le regole permettono combinazioni in qualunque ordine, l'orientamento destra-sinistra dei rami in qualunque punto può essere cambiato dalla configurazione mostrata negli esempi. Comunque, in ogni lingua, in genere per ogni regola viene osservata solo una direzione. L'ultimo esempio riportato può descrivere l'ordine tipico delle frasi inglesi.
Si noti che una X' con complemento si distingue da una X' con un aggiunto per il fatto che il complemento ha una X (testa) come "sorella", mentre l'aggiunto ha una X-barra come "sorella".

## Un semplice sintagma nominale
Il sintagma nominale "il gatto" può essere reso così:
```
     NP
    /  \
DetP    N'
 |      |
Det'    N
 |      |
Det    gatto
 | 
il

```

La parola il è un determinante (nel caso specifico, un articolo, che è uno specificatore per nomi), quindi fa parte del DP (determiner phrase, sintagma determinante). La parola gatto è il nome che fa da testa dell'NP (noun phrase, sintagma nominale).
Si noti che i rami con specificatori, aggiunti, complementi e teste vuoti sono in genere omessi, per comodità di visualizzazione. Il DetP e l'NP dell'esempio non hanno aggiunti o complementi, e quindi sono molto lineari.
In inglese, gli specificatori precedono la X-barra che contiene la testa. Così, i determinanti e gli aggettivi precedono sempre i nomi a cui si riferiscono. Altre lingue usano un diverso ordine delle parole.

## Una frase completa
Per espressioni più complesse, diverse teorie linguistiche assegnano diversi elementi di teoria X-barra a diversi tipi di frase, in modi diversi.
Ad esempio, la frase "Carlo studia linguistica all'Università", viene analizzata così da una grammatica trasformazionale:
```
      IP
     /  \
   NP    I'
   |     | \
   N'    I-------VP
   |     |       |
   N  (presente  V'
   | indicativo) |
  Carlo          V'
            -----------
          /             \             
         V               PP
         |  \             |
     studia   NP         P'
               |          |  \
               N'         P     NP
               |          |     /  \  
               N          a  DetP    N'
               |               |       |
         linguistica          Det'     N
                               |       |
                              Det  Università
                               |
                              la

```

La "IP" è un sintagma flessivo, il cui specificatore è il sintagma nominale NP che fa da soggetto della frase e il cui complemento è il sintagma verbale VP, che è anche il predicato della frase. Non ci sono parole che fanno esplicitamente da testa del sintagma flessivo, ma in genere si dice che questo posto è occupato dalla categoria tempo-aspettuale del verbo.
Un altro tipo di grammatica potrebbe analizzarla diversamente, modellandola sul sintagma verbale VP, che avrebbe come specificatore l'NP che fa da soggetto.

## Prova di sostituzione
Benché i costituenti x-barra possano sembrare arbitrari, la loro esistenza è confermata dal test di sostituzione. A una frase come: "Marco ha copiato l'esame", una possibile risposta è "Beh, l'ho fatto anch'io". La stringa "l'ho fatto", qui, sostituisce l'intero sintagma V-barra "ho copiato l'esame", e implica che tale sintagma sia un'unità completa all'interno della frase. In altre parole, se il sintagma V-barra non fosse definito come tale, la frase presenterebbe tre sintagmi separati direttamente dominati da S: il sintagma nominale, il sintagma verbale e il sintagma preposizionale. Per sostituire due di essi contemporaneamente, come si è visto, è necessario che questi costituiscano insieme un singolo sintagma all'interno della frase.

## Riduzione
A metà degli anni 1990, si sono avuti due tentativi di dedurre versioni della teoria X-barra a partire da principi indipendenti. La teoria dell'antisimmetria di Richard Kayne ha inteso derivare la teoria X-barra dall'idea che esista una stretta relazione fra la struttura e l'ordine lineare. Chomsky, nel suo lavoro Bare Phrase Structure ha tentato di eliminare le etichette (ovvero i livelli-barra) dalla sintassi, deducendo i loro effetti da altri principi della grammatica.